# أمان الله خان (كشميري)
أمان الله خان (24 أغسطس 1934 - 26 أبريل 2016) هو القائد المؤسس لجبهة تحرير جامو وكشمير، وهي مجموعة ناشطة مقرها المملكة المتحدة نشطت في التمرد في كشمير، والحرب ضد الهند.

## نشأته
ولد أمان الله خان في منطقة أستور في غلغت في ولاية جامو وكشمير الأميرية (الجزء الخاضع لإدارة باكستان حاليًا). وتوفي والده جمعة خان عندما كان في الثالثة من عمره، وذهب أمان الله للدراسة في كوبوارا، حيث عاش مع عمه هاشم علي خان. ودرس في المدرسة الابتدائية المحلية، ثم ذهب إلى هاندوارا للدراسة الثانوية.
قُبِلَ أمان الله في كلية سري براتاب في سريناغار، وكان رئيس المؤتمر الوطني مولانا مسعودي راعياً له، وفي ذات الأثناء انضمت جامو وكشمير إلى الهند وأصبح شيخ محمد عبد الله رئيس وزراء ولاية جامو وكشمير الهندية، بينما انضمت المناطق الغربية من الولاية إلى باكستان تحت اسم آزاد كشمير والتي تحتوي على مسقط رأسه. وكان أمان الله خان مؤيدًا قويًا لباكستان، وساهم في الاحتجاجات بعد اغتيال لياقت علي خان، وأُرغم على مغادرة الولاية، وهاجر إلى باكستان في يناير 1952.  حاول الدخول إلى كلية جاردن في روالبندي، لكن تم رفض قبوله على أساس أن جامعته السابقة في جامو وكشمير لم يتم الاعتراف بها هناك. فالتحق بكلية إدواردز في بيشاور، لكنه سرعان ما طُرد بسبب مشكلة مع مدير الكلية. ثم التحق بكلية السند الإسلامية في كراتشي وتخرج عام 1957، وحصل على شهادة في القانون عام 1962.

## نشاطاته
نادى أمان الله إلى إعادة توحيد ولاية جامو وكشمير الأميرية السابقة والاستقلال التام عن كل من الهند وباكستان، وأسس مجلة شهرية بعنوان «صوت كشمير» تعكس أيديولوجيته. وأسس لجنة استقلال كشمير.
أسس خان مع مقبول بهات جبهة التحرير الوطنية في أغسطس عام 1965 لتنفيذ تمرد مسلح في كشمير الهندية، وبدأت العمليات المسلحة في نوفمبر 1965، وبعد فترة وجيزة من الحرب الهندية الباكستانية عام 1965 حاول مقبول بهات الدخول إلى وادي كشمير في محاولة لتجنيد أعضاء جدد من الداخل، لكن أسر بهات وحكم عليه بالإعدام، وفر من السجن وعاد إلى آزاد كشمير، لكنه اتهم بأنه جاسوس هندي، وسُجِنََ في باكستان. كما سُجن أمان الله خان لمدة 15 شهرًا في سجن غلغت خلال الفترة 1970-1972، بتهمة أنه عميل هندي، وأُطلق سراحه بعد اندلاع الاحتجاجات في غلغت، وحُكم على 13 من زملائه بالسجن لمدة 14 عامًا، لكن تم إطلاق سراحهم بعد عام. كما حوكم خان غيابياً في سريناغار بتهمة أنه عميل لباكستان أيضًا.
في منتصف سبعينيات القرن الماضي، غادر أمان الله خان باكستان إلى المملكة المتحدة، وأسس جبهة تحرير جامو وكشمير في مايو 1977 وشكل جناحًا عسكريًا لها يسمى «جيش التحرير الوطني». تولى أمان الله خان مهام الأمين العام للجبهة، وافتتح فروعها في مختلف البلدان في أوروبا والشرق الأوسط وكذلك الولايات المتحدة الأمريكية، وعقدت مؤتمرات في برمنغهام عام 1981 ولتون عام 1982.
في 3 فبراير 1984 قام أفراد من جيش التحرير الوطني باختطاف دبلوماسي هندي في برمنغهام، وطالبوا بالإفراج عن مقبول بهات، وبعدم عدم قبول طلب الجبهة أطلقوا النار على الدبلوماسي، وأعدمت الهند مقبول بهات بعد ستة أيام. وأدانت محكمة بريطانية عضوين من الجبهة بتهمة القتل، وطُرد هاشم قريشي وأمان الله خان من المملكة المتحدة.
عاد أمان الله خان إلى باكستان في عام 1984، وأنشأ مقر للجبهة في مظفر آباد.
وبدأت باكستان بدعم الجبهة، وتم تدريب عدد م كوادر الجماعات الإسلامية أيضًا في معسكرات الجبهة في آزاد كشمير، مما أدى إلى تخفيف الفكر القومي للجبهة.
بحلول عام 1992 قُتل أو قُبض على غالبية مقاتلي جبهة التحرير الوطني، وأوقفت باكستان دعمها المالي للجبهة بسبب أيديولوجيتها المؤيدة للاستقلال.
تخلى ياسين مالك الزعيم العسكري للجبهة عن العنف في عام 1994 وأعلن «وقف إطلاق النار إلى أجل غير مسمى»، مما أدى لانقسام الجبهة إلى فصيلين، فصيل يدعم أمان الله، وفصيل يدعم ياسين مالك.
والتحم فرعا الجبهة مرة أخرى في عام 2011.